# The Nightfly
The Nightfly ist das erste Soloalbum des Steely-Dan-Mitbegründers Donald Fagen. Es wurde vollständig digital in New York und Los Angeles aufgenommen. Das von Gary Katz produzierte Album erschien 1982 und erreichte Platz 11 in den US-Charts.

## Das Album
Das Konzeptalbum ist ein Porträt des Künstlers als junger Mann. Alle acht Lieder des Albums befassen sich mit tatsächlichen oder fiktiven Ereignissen aus einer Jugend, die einen jungen Mann in den späten 1950er- und frühen 1960er-Jahren beschäftigen, sowie mit dem Zeitgeist jener Zeit.
Das Albumcover zeigt ein Schwarzweißfoto Fagens in der Rolle eines Chesterfield-King-Zigaretten rauchenden Radiomoderators. Dieser DJ, gekleidet in helles Oberhemd mit dunkler Krawatte, sitzt an einem Tisch in einem Sendestudio. Vor ihm stehen ein großer Plattenspieler und ein für Tonstudios typisches Großmembran-Mikrofon mit Stativ. Die auf dem Tisch liegende Plattenhülle des Sonny-Rollins-Albums Sonny Rollins and the Contemporary Leaders von 1958 – dem Anschein nach die gerade in der Radiosendung gespielte Platte – verweist auf den fiktiven Zeitpunkt der Aufnahme in den späten 1950er-Jahren und auf die musikalischen Vorlieben des Moderators. Die Zeiger der großformatigen Uhr an der Wand neben dem DJ zeigen zehn nach vier – ein Hinweis auf die (nächtliche) Sendezeit.

## Die Musikstücke des Albums (Auswahl)

### The Nightfly
In der Rolle als Nacht-DJ einer fiktiven Radiostation namens WJAZ in Baton Rouge, der merkwürdige Höreranrufe entgegennimmt und einer verflossenen Liebe nachtrauert, präsentiert Fagen sich auch auf dem Titellied des Albums.

### I.G.Y.
Die Platte enthält außerdem den in den 1980er-Jahren viel gespielten Song I.G.Y. über das Internationale Geophysikalische Jahr 1957/58, das Fagen als Symbol wählt, um in halb nostalgischer, halb parodistischer Weise den in seinen Augen naiven Optimismus und die Technikgläubigkeit dieser Zeit darzustellen; der Titel erreichte Platz 26 der amerikanischen Singlecharts.

### New Frontier
Ebenfalls populär wurde das mehr als sechs Minuten lange New Frontier, dessen Titel eine durch John F. Kennedy geprägte Wortwendung ist. Kennedy bezog sich damit auf die Grenze/frontier des 19. und beginnenden 20. Jahrhunderts – den nordamerikanischen Westen, den „Wilden Westen“ jener Zeit mit seiner Verheißung von Chancen und Gelegenheiten, die einem Mann noch gestatten sollten, sein Glück zu suchen in der Konfrontation nur mit der ursprünglichen Natur. Die dabei störenden Ureinwohner Nordamerikas mit ihren offensichtlich älteren Ansprüchen fanden keine Aufnahme in diesen Traum, den alten Mythos vom Leben in der Natur, die im Wesentlichen als frei verfügbar imaginiert wurde. Fehlender Realismus im Begriff von der alten „Grenze“ wiederholte sich im Begriff der neuen Grenze. Die „New Frontier“, die Kennedy der bedürftigen Öffentlichkeit der USA empfahl, war ungeeignet, die Wünsche und Ansprüche derer erfüllen, die von den Versprechungen der kommerzialisierten Welt enttäuscht zurückgelassen worden waren. Auch konnte sie keine Versöhnung der tiefen Klüfte im sozialen Profil und in den Rassengegensätzen herbeiführen. Diese Mängel sollten unter anderem durch die NASA und ihre teilweise spektakulären Bemühungen an der neuen „frontier“ im Weltall notdürftig vertuscht werden. Die Boom-Jahre von Zweitem Weltkrieg und der Nachkriegszeit liefen aus, und es begann sich die Welt dahinter abzuzeichnen, der diese Schallplatte gewidmet ist. Das Lied deutet die Szene einer alkoholseligen Party in einem privaten Atomschutzbunker der Zeit an und ironisiert Verhalten und Ansichten der Teenager damals:
„Es [der Bunker] ist bloß so eine Erdhöhle, die mein Vater für den Fall gebaut hat, dass die Russen sich entscheiden, auf den [roten] Knopf zu drücken. […] Ich kann’s kaum erwarten in die [Groß-] Stadt zu ziehen, bis ich mich endlich dafür entscheide, in Übersee Design zu studieren.“

### The Goodbye Look
In The Goodbye Look skizziert Fagen ironisch einen Militärputsch auf einer karibischen Insel, wie sie in Süd- und Mittelamerika während der 1950er- und 1960er-Jahre wiederholt vorgekommen sind. Der abgeklärt auftretende Ich-Erzähler (“I know what happens, I read the book”) zählt zu den letzten auf der „stillen Insel in der Bucht“ verbliebenen Amerikanern und berichtet von lokalem „Gerede“ und von „neuerdings etwas abendlicher Action hinter dem großen Casino am Strand“.

### Ruby Baby
Mit der Coverversion des Stücks Ruby Baby der Drifters ist ein Lied auf dem Album enthalten, das aus der thematisierten Zeit stammt (1956). 
Mitglieder des Studioensembles für dieses Album waren unter anderem Greg Phillinganes (E-Piano), Jeff Porcaro (Schlagzeug) sowie die Brüder Randy (Trompete) und Michael Brecker (Tenorsaxophon).

## Musikstil
Donald Fagen verwendet auf The Nightfly musikalische Motive des Jazz der 1950er Jahre – im Text von New Frontier zum Beispiel heuchelt der Protagonist Bewunderung für den Pianisten Dave Brubeck, weil er ein Mädchen beeindrucken will (Zitat: „Er [Dave Brubeck] ist ein Künstler, ein Pionier – wir brauchen Musik an der «New Frontier»“). Das Material aus der Musik jener Zeit transformiert Fagen in zeitgemäße Popmusik der 1980er-Jahre. Fagens Musik klingt dabei ähnlich wie die von Steely Dan, er arbeitet solo aber mehr mit elektronischen Mitteln und setzt die auch von Steely Dan bekannten komplexen Bläserarrangements ausgiebig ein.

## Rezeption
Das Album wurde größtenteils positiv aufgenommen. Robert Christgau gab ihm die Bestnote in seiner Kolumne Consumer Guide, bei allmusic erhielt es viereinhalb von fünf möglichen Sternen und Jason Ankeny beschreibt es als romantisierend, aber niemals sentimental.
Paul White, Chefredakteur der Zeitschrift Sound On Sound sagt The Nightfly …  zeigt, was für gute Resultate man mit diesen frühen digitalen Aufnahmegeräten in den richtigen Händen erhalten konnte.
Für die Vatikanzeitung L’Osservatore Romano gehört The Nightfly zu den zehn perfekten Aufnahmen für einen auf einer einsamen Insel Gestrandeten.
Der deutsche Musiker Phillip Sollmann besitzt zahlreiche Pressungen des Albums. Nach eigenen Angaben verschenkte er Exemplare an Freunde in verschiedenen Städten, um die Musik anhören zu können, wenn er bei diesen zu Besuch war.

## Titelliste
Text und Musik von Donald Fagen, wenn nichts anderes angegeben.
1. I.G.Y. – 6:05
2. Green Flower Street – 3:40
3. Ruby Baby (Jerry Leiber, Mike Stoller), arrangiert von Donald Fagen – 5:38
4. Maxine – 3:50
5. New Frontier – 6:23
6. The Nightfly – 5:45
7. The Goodbye Look – 4:47
8. Walk Between Raindrops – 2:38